# Profibus

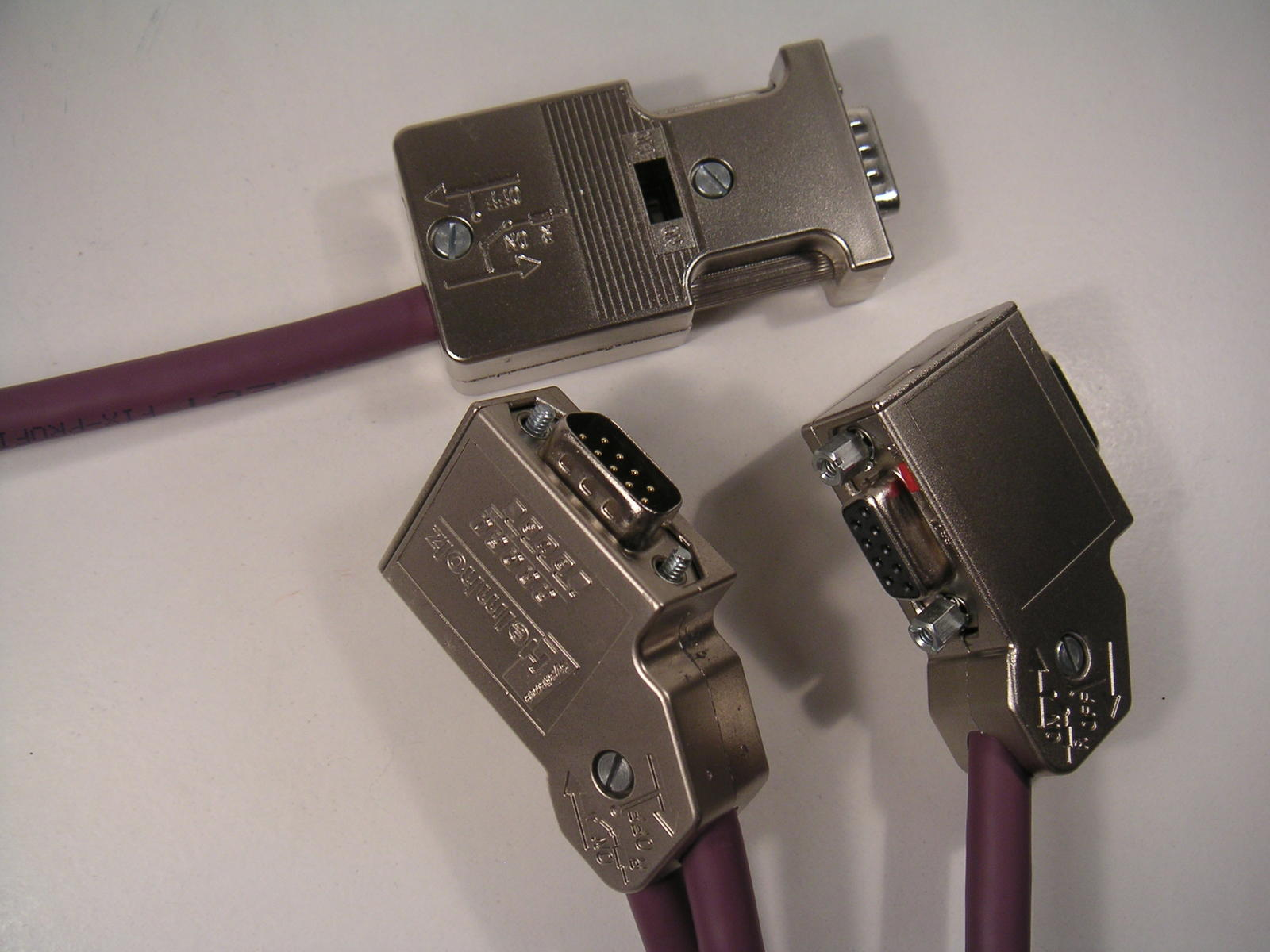
PROFIBUSのコネクタ

PROFIBUS (Process Field Bus) はファクトリーオートメーションにおけるフィールドバス（en:Fieldbus）通信の標準の1つで、ドイツ連邦教育・研究省が1989年に助成を開始した。産業用イーサネットの規格であるPROFINETとは異なる。

## 始まり
PROFIBUSの歴史は、ドイツで1987年に21の企業や研究所が集まってフィールドバスの開発計画を策定し、政府が助成したことに始まる。目標は、フィールドバスインタフェースの基本的な要求に基づいた、ビットシリアルフィールドバスを実装しその使用を広めることであった。この目的のため、各参加企業はファクトリオートメーションとプロセスオートメーションに共通する技術的コンセプトのサポートに合意した。まず複雑な通信プロトコル Profibus FMS (Field bus Message Specification) が策定された。そして1993年、より単純でより高速な PROFIBUS DP (Decentralized Peripherals) が FMS の後継として完成した。

## 使用法
PROFIBUS には2つのバリエーションがある。よく使われているのは DP で、PA の利用は少ない。
- PROFIBUS DP (Decentralized Peripherals) は生産現場で集中制御装置がセンサ群やアクチュエータ群を操作・運用するのに使われる。多くの標準診断オプションがある。他にも（Profibus FMS と同様）制御装置同士を接続したネットワークでの通信でも使われる。転送レートは、ツイストペアケーブルや光ファイバーを使って最大12Mbit/sが可能である。
- PROFIBUS PA (Process Automation) はプロセス制御システムの測定装置の監視に使われる。防爆エリア（Ex-zone 0 および 1）での使用に最適である。バスの導線上には弱い電流しか流れないため、誤動作が起こっても爆発の誘引となるようなスパークを発生しない。ただし、そのためにデータ転送レートが低く、31.25kbit/s である。

PROFIBUS は組み立てラインのオートメーションにもプロセスオートメーションにも使われている。世界中で2000万台以上のPROFIBUS機器が使われている（2007年現在）。

## テクノロジー
| OSIレイヤー | OSIレイヤー          | PROFIBUS | PROFIBUS | PROFIBUS | PROFIBUS | PROFIBUS |              |
| ----------- | -------------------- | -------- | -------- | -------- | -------- | -------- | ------------ |
| 7           | アプリケーション層   |          | DPV0     | DPV1     | DPV2     |          | マネジメント |
| 6           | プレゼンテーション層 | --       | --       | --       | --       | --       | マネジメント |
| 5           | セッション層         | --       | --       | --       | --       | --       | マネジメント |
| 4           | トランスポート層     | --       | --       | --       | --       | --       | マネジメント |
| 3           | ネットワーク層       | --       | --       | --       | --       | --       | マネジメント |
| 2           | データリンク層       | FDL      | FDL      | FDL      | FDL      | FDL      | マネジメント |
| 1           | 物理層               | EIA-485  | EIA-485  | 光       | MBP      | MBP      | マネジメント |

### アプリケーション層
様々なサービスレベルに対応したDPプロトコルが定義されている。
- DP-V0 は、データと診断の周期的交換を行う。
- DP-V1 は、周期的/非周期的データ交換と警報処理を行う。
- DP-V2 は、等時間隔モードとデータ交換ブロードキャストが可能（スレーブ同士の通信）。

### セキュリティ層（データリンク層）
セキュリティ層 FDL (Field bus Data Link) は、トークン・パッシングとマスタースレーブを組み合わせたような方式で働く。PROFIBUS DP では、制御装置やプロセス制御システムがマスターで、センサ群やアクチュエータ群がスレーブとなる。
メッセージにはいくつかの型があり、開始デリミタ (SD) で識別される。
データ無し: SD1 = 0x10
| SD1 | DA | SA | FC | FCS | ED |

可変長データ: SD2 = 0x68
| SD2 | LE | LEr | SD2 | DA | SA | FC | DSAP | SSAP | PDU | FCS | ED |

固定長データ: SD3 = 0xA2
| SD3 | DA | SA | FC | PDU | FCS | ED |

トークン: SD4 = 0xDC
| SD4 | DA | SA | ED |

肯定応答(ACK): SC = 0xE5
| SC |

SD: 開始デリミタ
LE: PDUの長さ（DA,SA,FC,DSAP,SSAPを含む）
LEr: PDUの反復（ハミング距離 = 4）
FC: 機能コード
DA: 送信先アドレス
SA: 発信元アドレス
DSAP: 送信先SAP
SSAP: 発信元SAP
| SAP（十進）  | サービス                                        |
| ------------ | ----------------------------------------------- |
| デフォルト 0 | Cyclical Data Exchange (Write_Read_Data)        |
| 54           | Master-to-Master SAP (M-M Communication)        |
| 55           | Change Station Address (Set_Slave_Add)          |
| 56           | Read Inputs (Rd_Inp)                            |
| 57           | Read Outputs (Rd_Outp)                          |
| 58           | Control Commands to a DP Slave (Global_Control) |
| 59           | Read Configuration Data (Get_Cfg)               |
| 60           | Read Diagnostic Data (Slave_Diagnosis)          |
| 61           | Send Parameterization Data (Set_Prm)            |
| 62           | Check Configuration Data (Chk_Cfg)              |

注: SAP55 はオプションであり、アドレスを書き換えられない装置ではサポートしていない。
PDU: Protocol Data Unit（プロトコルデータ）
FCS: Frame Check Sequence
ED: 終了デリミタ (= 0x16 !)
FCSは単純に指定された長さにある各バイトを加算して計算される。オーバーフローは無視される。各バイトには偶パリティが付けられ、スタートビットとストップビット付きで非同期に転送される。メッセージ転送中は、あるバイトのストップビットと次のバイトのスタートビットの間は空けないことが多い。また、メッセージの前に33ビットぶんのSYNポーズ（"1" がバスのアイドル状態）を置く。

### ビット転送層（物理層）
ビット転送層には3種類の方式が指定されている。
EIA-485に準じた電気通信
波動インピーダンス150オームのツイストペアケーブルを使ったバス型のネットワーク。ビットレートは9.6kbit/sから12Mbit/s。ケーブル長は100mから1200m（転送レートによって異なる）で、それ以上はリピータを必要とする。この方式は PROFIBUS DP で主に使われている。
光ファイバーによる光通信
スター型、バス型、リング型のネットワークがある。リピータ間の距離は最大15km。リング型では多重化も可能。
MBP (Manchester Bus Powered)
データと電力を同じケーブルで供給する方式。防爆エリアでの電力使用を低減できる。バス型で最大1900mの長さであり、支線（最大60m）を出すことができる。ビットレートは31.25kbit/s固定。PROFIBUS PA を使ったプロセスオートメーション向けに開発された。
無線を使ったデータ転送を行う実装もなされているが、それらは標準に準拠したものではない。

## 標準化
PROFIBUS は1991年と1993年に DIN 19245 となり、1996年には EN 50170、1999年には IEC 61158/IEC 61784 となった。

## 関連団体
PROFIBUS Nutzerorganisation e.V. (PROFIBUS User Organization, PNO) は1989年に設立された。ドイツの製造業者とユーザーで構成される団体である。1992年、ドイツ以外で最初の団体が創設された（スイス）。翌年以降、続々と各国にPROFIBUSとPROFINETに関する団体が創設されていった。現在では25カ国にそのような業界団体がある。1995年、それら団体の上位団体として PROFIBUS & PROFINET International (PI) が創設された。

## 注
1. ↑  英語版原文は「production (i.e. discrete or factory automation) and process automation」とあり、個々の機器内の自動化（のための機器内の通信）と、機器間の通信により工場などのプロセス全体の自動化、の両方という意図と思われる。
2. ↑  英語版原文は「agreed to support a common technical concept for ...」